# Gina Cody
Gina Parvaneh Cody, CM, est une ingénieure et chef d’entreprise irano-canadienne.
En 1989, Gina Cody est la première femme au Canada à obtenir un doctorat en génie du bâtiment. En 2018, elle verse un don de 15 millions de dollars à l’Université Concordia. En signe de reconnaissance, l'établissement baptise  sa faculté de génie et d’informatique en son honneur (« l'École de génie et d’informatique Gina-Cody »), ce qui en fait la première faculté universitaire spécialisée en génie et en informatique au Canada  – et l'une des premières au monde – à porter le nom d’une femme,,,.

## Biographie et études
Gina Cody naît en Iran en 1957. Elle enseigne durant l’été dans une école secondaire pour garçons dirigée par son père,. Ses trois frères deviennent ingénieurs, tandis que sa sœur, dentiste,. En 1978, Mme Cody obtient un baccalauréat ès sciences en génie des structures à l’Université de technologie Aryamehr (aujourd’hui l’Université de technologie Sharif),,.
En 1979, Mme Cody quitte l’Iran pour le Canada avec 2 000 $ en poche. L’un de ses frères achève alors un baccalauréat en génie à l’Université Concordia, à Montréal, et organise pour sa soeur  Cet entretien permet à Gina Cody de décrocher une bourse d’études en génie afin de poursuivre sa formation à Concordia, où elle obtient une maîtrise en génie en 1981,.
En 1989, elle devient la première femme au Canada à obtenir un doctorat en génie du bâtiment, également à Concordia,,.

## Carrière
Après avoir reçu son doctorat, Gina Cody déménage à Toronto, où elle travaille pendant un an sur les codes du bâtiment provinciaux pour le ministère du Logement de l’Ontario (aujourd’hui le ministère des Affaires municipales et du Logement),. Elle passe ensuite au secteur privé, où elle effectue des inspections de grues à tour pour la firme de génie-conseil ontarienne Construction Control Inc. (CCI), ce qui fait d’elle la première femme à monter dans des tours de construction torontoises à titre d’inspectrice,. Elle gravit les échelons de CCI jusqu’à en devenir la présidente,,.
Gina Cody finit par devenir présidente-directrice et actionnaire principale de CCI Group inc,. En 2016, elle vend ses parts de CCI Group inc. et prend sa retraite. La même année, l’entreprise fusionne et devient McIntosh Perry Consulting Engineers.
En 2018, Gina Cody fait un don sans précédent de 15 millions de dollars à la faculté de l’Université Concordia dont elle est deux fois diplômée, qui est alors renommée « École de génie et d’informatique Gina-Cody ». Il s’agit de la première faculté de génie et d’informatique au Canada – et l’une des premières au monde – à porter le nom d’une femme,,. La générosité de Mme Cody permet la dotation de cent bourses d’entrée au premier cycle et de quarante aux cycles supérieurs, et favorise par ailleurs l’équité entre les sexes, la diversité et l’intégration dans l’ensemble de la faculté. En outre, son apport financier contribue non seulement à l’essor de la chaire d’excellence en recherche du Canada sur les collectivités et les villes intelligentes, durables et résilientes, mais également à la réalisation des travaux avant-gardistes que mènent les titulaires de trois nouvelles chaires de recherche dans les domaines de l’Internet des objets, de l’intelligence artificielle et de l’industrie 4.0,,.
Gina Cody devient cochancelière de l’Université Concordia le 1er mai 2024 avec son camarade diplômé Jonathan Wener. Elle entame un mandat de trois ans à titre de chancelière le 1er janvier 2025.

## Défense de l’équité, de la diversité et de l’inclusion
Depuis qu’elle a pris sa retraite et qu’elle a versé son don historique à l’Université Concordia, Gina Cody est devenue une ardente défenseure de la diversité, de l’équité et de l’inclusion dans les domaines des sciences, de la technologie, de l’ingénierie et des mathématiques (STIM).
Mme Cody a été invitée à prendre la parole à plusieurs dizaines d’événements pour de grandes entreprises, des universités, des gouvernements, de colloques et des groupes de femmes. Elle a notamment été conférencière d’honneur pour l’Association québécoise des technologies, Autodesk, la Ville de Markham, CCWESTT 2020, Bombardier, Broadcom, Ingénieurs sans frontières Canada, l’IEEE, Pratt & Whitney, PwC, Qualcomm, l’Université Ryerson (devenue l’Université métropolitaine de Toronto), SAP, Siemens, la Sun Life, l’Université de Californie à Los Angeles (UCLA), l’Université Western Ontario, l’Université de Sherbrooke, le Musée canadien de l’immigration du Quai 21 et Parlons sciences.

## Conseils d’administration
Gina Cody est une des rares femmes à présider le conseil d’administration d’une entreprise inscrite à l’indice TSX 60, soit CAPREIT. Elle préside également le conseil d’administration de la société European Residential REIT, et siège aux conseils d’administration des entreprises EllisDon, CIMA+ et Sienna Senior Living.

## Autres rôles et responsabilités
- Lieutenante-colonelle honoraire du 34e Régiment de génie de combat
- Cochancelière de l’Université Concordia
- Coprésidente de la Campagne pour Concordia : Place à la nouvelle génération.
- Présidente du comité consultatif de l’École de génie et d’informatique Gina-Cody, Université Concordia

## Prix et honneurs
De nombreuses récompenses couronnent les multiples contributions de Gina Cody à l’industrie du génie, au monde des affaires et à la communauté. Citons notamment l’Ordre du mérite de l’Association canadienne de normalisation, la Distinction de l’Ontario pour services bénévoles et le titre d’Officer of the Order of Honour (« officière de l’ordre honorifique ») de Professional Engineers of Ontario. Le Financial Post classe Construction Control (alors dirigée par Mme Cody) au palmarès des sociétés canadiennes les mieux gérées. En 2010, la revue Profit nomme Gina Cody parmi les dix entrepreneures les plus importantes au Canada, et CCI est classée 9e entreprise canadienne la plus rentable détenue par une femme,,. L’année suivante, l’Association des diplômés de l’Université Concordia décerne à Gina Cody le titre de diplômée de l’année,.
Mme Cody reçoit l’Ordre de Montréal en 2019, et est nommée membre de l’Ordre du Canada en 2021. Elle est également nommée Fellow de l’Académie canadienne du génie en 2019. Elle figure au nombre des 25 Femmes d’influence au Canada en 2020 et reçoit le Prix Femmes de mérite de la Fondation Y des femmes de Montréal en 2023.
En 2022, Gina Cody se voit octroyer un doctorat honorifique en génie de l’Université de Sherbrooke et est nommée Grande donatrice par excellence pour l’année 2022 par la section du Québec de l’Association des professionnels en philanthropie. Elle est également lieutenante-colonelle honoraire du 34e Régiment du génie de combat des Forces armées canadiennes.

## Vie personnelle
Gina Cody habite Toronto avec son mari, Thomas Cody – qu’elle a rencontré lors de ses études à l’Université Concordia –, diplômé du programme de MBA de Concordia et premier vice-président à la retraite de Bank of America Canada. Le couple a deux filles, Roya et Tina Cody.